# Beaver Stadium

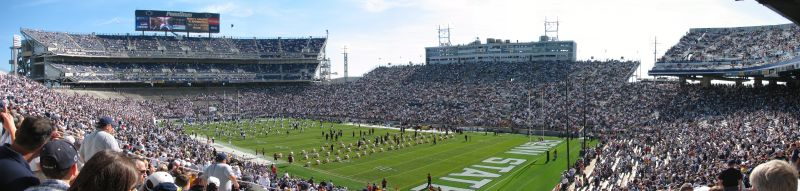
Panorámica del estadio.

El Beaver Stadium es el estadio del equipo de fútbol americano de la Universidad Estatal de Pensilvania, los Penn State Nittany Lions, ubicada en State College, Pensilvania, Estados Unidos. Con espacio para 107 283 personas, es el segundo estadio más grande de Estados Unidos, (el más grande es el estadio Michigan Stadium de la Universidad de Míchigan que fue ampliado en 2010). El 14 de septiembre de 2002, 110 753 personas estaban presentes por el juego con la Universidad de Nebraska llegando así a un nuevo récord. Nombrado por un presidente de la universidad, James A. Beaver, el estadio abrió en 1960 con una capacidad de 46 284 personas.